# Abraham Lewent
Abraham Lewent (* 27. Juli 1924 in Warschau; † 30. November 2002 im Bundesstaat New Jersey) war ein polnischer Mechaniker und Holocaustüberlebender.

## Leben
Abraham Lewent wurde am 27. Juli 1924 als Sohn von Raphael Nachman und Hena Lea Rozbruch Lewent in Warschau geboren, wo seine Familie seit mehreren Generationen lebte. Er hatte drei jüngere Schwestern: Pola (* März 1926), Chava (* Oktober 1928) und Chaia (* Juni 1930). Sein Großvater besaß eine Kleiderfabrik sowie ein Einzelhandelsgeschäft, das sein Vater leitete. Die Familie lebte in einer jüdischen Nachbarschaft, sprach Jiddisch und Polnisch und hatte ein Hausmädchen. Abraham besuchte eine polnische Schule und einen jüdischen Kindergarten. 1938 zog Abrahams Urgroßmutter väterlicherseits, Rivka Eibeshitz, bei ihnen ein. 
Nach dem deutschen Überfall auf Polen und der Bombardierung Warschaus litt die Familie wochenlang unter Hungersnot. Im April 1943 wurde Lewent in das Warschauer Ghetto deportiert. Zusammen mit seinem Vater wurde er erst nach Majdanek und später in sieben andere Konzentrationslager, darunter Buchenwald, verschleppt. Er befand sich auf dem Weg nach Dachau, als er am 30. April 1945 befreit wurde. 
Nach der Kapitulation der Wehrmacht am 8. Mai 1945 wurde Lewent in das DP-Lager Feldafing gebracht. Er hatte eine Rippenfellentzündung und wurde im Juli in ein Krankenhaus in Gauting eingeliefert. Nach der Genesung zog er nach München. Abrahams Mutter, Schwestern, Großeltern, Tanten, Onkel und Cousins wurden in Treblinka ermordet. Sein einziger lebender Verwandter war ein Onkel väterlicherseits, Moshe, der 1924 nach Palästina ausgewandert war. Abraham ging am 17. September 1949 in Bremerhaven an Bord der General Haan und kam am 26. September in New York an. Er arbeitete als Mechaniker. Er besuchte Abendkurse, wo er Miriam Storch (1926–2006) kennenlernte. Im August 1950 heirateten Abraham und Miriam. Sie ließen sich in New Jersey nieder und bekamen zwei Kinder. Er starb am 30. November 2002.